# Sant Jacint de Bussanya
Sant Jacint de Bussanya és la capella de la masia de Bussanya, en el terme municipal de Moià, al Moianès. Està situada 75 metres al sud de la masia a la qual pertany, en el sector occidental del terme de Moià. Forma part de l'Inventari del Patrimoni Arquitectònic de Catalunya.

## Descripció
És una capella de nau única, amb absis semicircular. Coberta de teula a dos vessants, amb voladís senzill. Parament d'obra amb façana de pedra artificial encarada a nord-est. El portal d'accés queda emmarcat per dos pilastres i un dosaret de pedra. Els capitells que franquegen l'accés, sostenen capitells amb decoració geomètrica senzilla. El conjunt és coronat per una petita espadanya coberta també de teules.

## Història
És una capella construïda en el segle xix emmarcada en els "revivals" romàntics. La tipologia segueix les directrius marcades pel neoromànic. En el timpà de l'arc d'accés, bloc de pedra amb l'escut nobiliari de la família Bussanya.